# Mare (Zeitschrift)

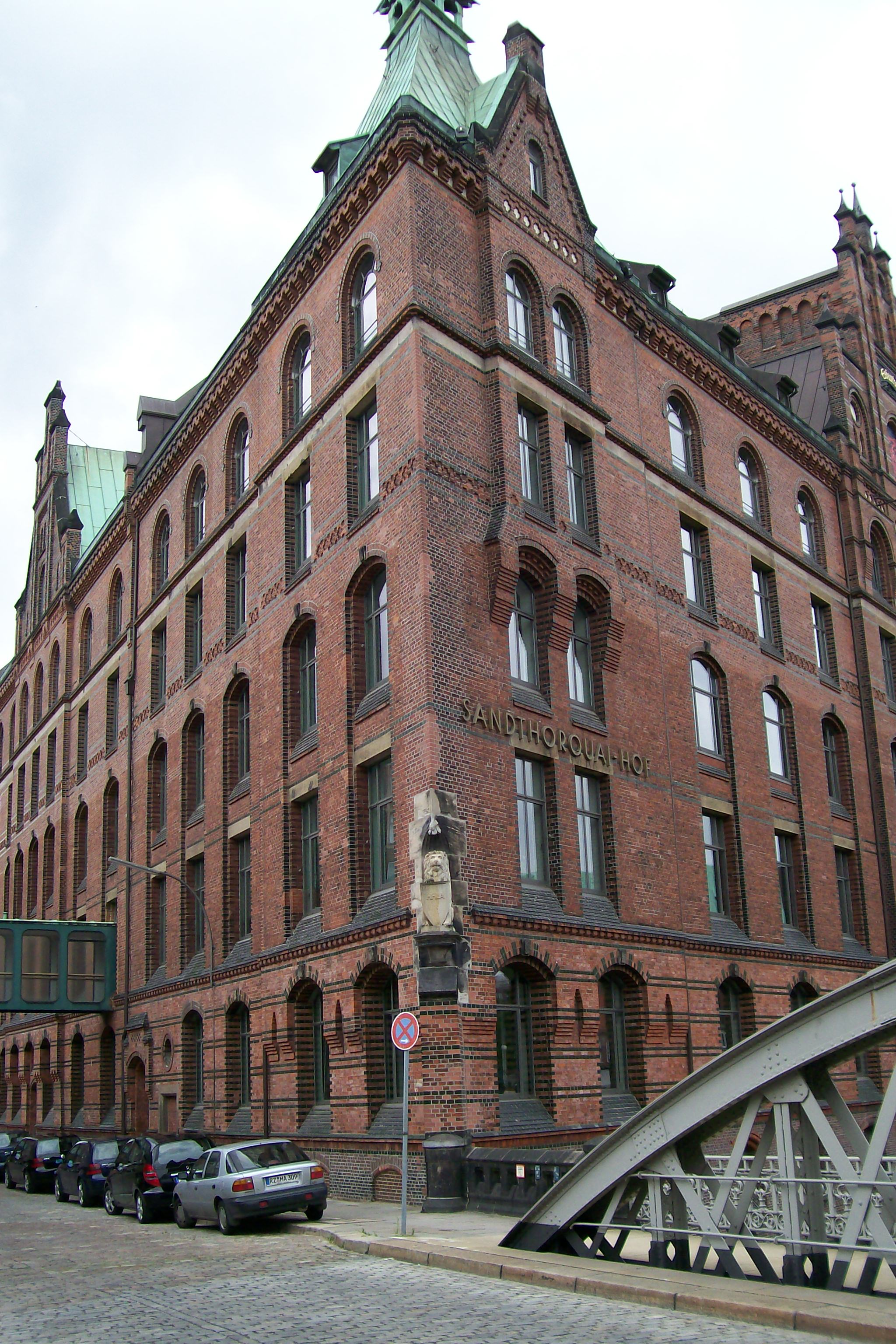
Der Sandthorquaihof, Sitz von Verlag und Redaktion

Mare – die Zeitschrift der Meere (Eigenschreibweise mare; lateinisch/italienisch = ‚Meer‘) ist eine sechsmal im Jahr erscheinende Kultur- und Reisezeitschrift aus dem Mareverlag (Eigenschreibweise mareverlag) in Hamburg.
Die Zeitschrift beschäftigt sich für gewöhnlich ausschließlich mit Themen aus dem Lebensraum der Meere und mit den Menschen, die am, vom oder auf dem Meer leben und arbeiten. Gründer, Verleger und Chefredakteur ist der Schweizer Meeresbiologe Nikolaus Gelpke. Verlag und Redaktion haben ihren Sitz im Sandthorquaihof in der Hamburger Speicherstadt.
Seit 2001 gibt es die TV-Sendung MareTV (Eigenschreibweise mareTV) als Kooperation vom Mareverlag und dem NDR Fernsehen. Seit 2004 strahlt Radio Bremen einmal im Monat auf Bremen Zwei die Sendung MareRadio aus, die ebenfalls in Kooperation mit dem Verlag entsteht.

## Inhalt
Ziel von Mare ist es, das Meer als Lebens-, Wirtschafts- und Kulturraum ins Bewusstsein der Öffentlichkeit zu rücken. Mare ist keine Fachzeitschrift, die Vorkenntnisse aus der Meeresbiologie, -ökologie, der Schifffahrt oder Ozeanografie voraussetzt. Jeder Bericht hat eine Verbindung zum Meer.
Vom ersten Heft 1997 bis Heft 58 im Jahr 2006 hatte jede Ausgabe einen Themenschwerpunkt. Die erste Ausgabe befasste sich mit dem Thema Transatlantik, andere mit Themen wie Nord- und Ostsee, Piraten und Meuterer, Wind und Wetter, oder der Farbe Blau bis zur Heilquelle Meer oder Venedig, Musik, Krieg und Frieden, Mond und Gezeiten, Schatzsuche, Sex, Schildkröten, Zeit, Kinder sowie Salz. Aufsehen erregte Heft 10 im Jahr 1998 zum Thema Schweiz, in dem das kleine Alpenland ohne Zugang zum Meer als Schifffahrtsnation vorgestellt wurde. Das letzte Heft mit diesem Konzept war die Ausgabe Oktober/November 2006 zum Thema Japan.
Um inhaltlich flexibler sein zu können, änderte die Redaktion das Mare-Konzept mit Ausgabe 59 für Dezember 2006/Januar 2007. Nikolaus Gelpke schrieb dazu, man gebe Liebgewonnenes und vor allem Markantes nicht leichten Herzens auf. Aber beim Planen der ersten neuen Ausgabe habe die Redaktion „ganz neue, wunderbare Möglichkeiten“ entdeckt, sich „dem Meer zu nähern“.
Schon seit Beginn legt die Redaktion Wert auf hohe Qualität ihrer Reportagen und Fotostrecken sowie des Layouts. Ergänzt werden die Reportagen, Essays, Nachrichten und Buchrezensionen zum Themenbereich Meer durch Rubriken wie Das Blaue Telefon, in dem Fachleute Leserfragen beantworten, oder durch ausgefallene Porträts von Köchen samt ihren (Fisch- und Meeresfrüchte-) Rezepten sowie Veranstaltungshinweise. Beliebt bei regelmäßigen Lesern der Zeitschrift war auch die Kolumne Pitcairn, in der der ehemalige stellvertretende Mare-Chefredakteur Ulli Kulke von der ersten Mare-Ausgabe bis Heft 47 über Geschehnisse auf der pazifischen Insel Pitcairn schrieb. Die Insel wird von Nachfahren der Bounty-Meuterer bewohnt. Die Kolumne wurde eingestellt, nachdem sechs Männer der Insel – etwa die Hälfte der männlichen Bewohner – wegen Vergewaltigung, Nötigung oder sexueller Belästigung verurteilt worden waren.

## Geschichte
Den Anstoß für Mare gab Elisabeth Mann Borgese (1918–2002), die Meeresrechtlerin, Mitbegründerin des Club of Rome und Tochter des Literaturnobelpreisträgers Thomas Mann. Sie investierte einen Teil ihres Erbes aus dem Vermögen ihres Vaters und dem Verkauf seiner Bücher in Projekte zur Erhaltung der Meere. Elisabeth Mann Borgese legte dem jungen Meeresbiologen Gelpke nahe, eine Kulturzeitschrift zum Themenkreis Meer zu gründen. Ob sie auch Mare finanzierte, ist bis heute offen. Gelpke gibt über die Herkunft des Startkapitals keine Auskunft und spricht in Interviews lediglich von Risikokapital ungenannter Investoren. Es betrug 7 Millionen Mark an privaten Fördergeldern.
1994 ging Gelpke das Projekt zusammen mit der Schweizer Architektin und späteren stellvertretenden Chefredakteurin Zora del Buono und dem Buchhändler und früheren Spiegel-Dokumentar Michael Rittendorf an. In seinem Wohnort Kiel gründete Gelpke den Dreiviertel Verlag. Den Namen wählte Gelpke, weil drei Viertel der Erdoberfläche von Ozeanen und ihren Randmeeren bedeckt sind. 1996 zog der Verlag nach Hamburg in die Speicherstadt. Nach einer Nullnummer im Dezember 1996 erschien am 9. April 1997 das erste Mare-Heft.
Das erste Marebuch, Mit den Meeren leben von Elisabeth Mann Borgese, erschien 1999, damals noch im Verlag Kiepenheuer & Witsch. Das erste Hörbuch Salzige Umarmungen wurde 1999 bei „Hörbuch Hamburg“ veröffentlicht. 2001 wurde die erste MareTV-Sendung vom NDR Fernsehen ausgestrahlt. Sie ist eine Kooperation zwischen Mare und dem öffentlich-rechtlichen Fernsehsender für den Norden Deutschlands. Seit 2001 erscheinen Mare-Fotokalender.
2002 gründete Nikolaus Gelpke zusammen mit dem ehemaligen Rowohlt-Verleger Nikolaus Hansen den Marebuchverlag. Hansen war Geschäftsführer des Tochterunternehmens, das seinen Sitz im Slomanhaus nahe der Hamburger Speicherstadt hatte. 2003 führte John Griesemers Roman Rausch die Spiegel-Bestsellerliste an. Im selben Jahr waren 14 der zu diesem Zeitpunkt 40 Mare-Ausgaben vergriffen; einige Titel, besonders die frühen Ausgaben, werden als Sammlerobjekte gehandelt.
Ende 2007 schied Hansen als Gesellschafter und Geschäftsführer des Marebuchverlags aus. Als Begründung hieß es, er trage eine Neuausrichtung des Buchverlags nicht mit. Ende August 2008 zog der Buchverlag aus dem Slomanhaus aus und mit in das Gebäude in der Speicherstadt. Nach dem Ausscheiden Nikolaus Hansens aus dem Marebuchverlag wurden der Buchverlag und der „Dreiviertel Verlag“ 2008 im „Mareverlag“ zusammengeführt.
Seit Januar 2004 strahlt Bremen Zwei in Zusammenarbeit mit Mare die Hörfunksendung MareRadio aus. Im Mare-Zeitschriftenverlag wird seit 2004 jährlich ein Bildband veröffentlicht. Die Premiere machte Irland, fotografiert von der Berlinerin Heike Ollertz. 2005 erschien Venedig mit Fotos von Thomas Ruff-Schröder und Fotografen der Agentur Magnum. Am 8. Juni 2005 kam das 50. Mare-Heft zum Thema Nordsee auf den Markt. Das Jubiläum feierten Redaktion und Verlag am 10. Juni 2005 mit 400 Gästen aus der Medienbranche im Alten Hamburger Yachtclub.
Im Juni 2025 teilte Nikolas Gelpke mit, dass er als Chefredakteur und Buchverleger zurücktreten und der Verlag (bisher eine GmbH & Co. oHG) in eine Genossenschaft umgewandelt werde. Leser sollen die Möglichkeit erhalten, Mitglied der Genossenschaft zu werden. Die Chefredaktion übernahmen Karl Spurzem und Dimitri Ladischensky, der Buchverlag werde allein von Judith Weber geleitet. Der Umwandlungsprozess solle Ende 2025 abgeschlossen sein.

## Auflage
Mare hat laut IVW 2/2025 eine verkaufte Auflage von 22.834 Exemplaren und eine Verbreitung von 23.121 Exemplaren.

## Auszeichnungen (Auswahl)
Die Zeitschrift, ihre Autoren und Fotografen wurden vielfach ausgezeichnet.
1997 wurde das Titelbild von Heft 4, das Foto eines russischen Seekadetten von Peter Dammann, von der Jury des World Press Photo Award als zweitbestes Porträtfoto des Jahres ausgezeichnet. In Heft 4 erschien die Reportage Die wollten segeln als Matros?, für die Cornelia Gerlach den zweiten Journalistinnen-Preis der Frauenzeitschrift Emma erhielt. 1997 erhielt Mare LeadAwards der Hamburger Akademie für Bildsprache, in den Kategorien Newcomer des Jahres (Silber), Magazin des Jahres (Bronze), visuelles Leadmagazin (Bronze) und Gold für den Essay des Jahres, Peter Dammanns Essay Die kleine Elite über russische Seekadetten.
1999 erhielten Volker Handloik (Text) und Russell Liebman (Fotos) den Hansel-Mieth-Preis der Reportagen-Agentur Zeitenspiegel für ihre Reportage Geschichten vom Kaspischen Meer aus Heft 7. Die Jury von World Press Photo Award ehrte Jürgen Freunds Walhai-Fotos aus Heft 14 mit einem dritten Preis. Für das Schweiz-Cover gab es eine Bronzemedaille des Art Directors Club Deutschland. Er zeichnete auch die Mare-Art-Direktorin Claudia Bock für die Gestaltung der Kurzgeschichte Drei-Uhr-Zug nach Irvine in Heft 8 aus. Weiterhin ehrte FreeLens, Verein freier Fotojournalistinnen und Fotojournalisten, mit dem FreeLens-Layoutpreis die Art-Direktorin Claudia Bock für das Layout der Reportage Der Bauch von Tokio (Heft 11) mit den Fotos von Kai Sawabe.
Die Zeitschrift war LeadMagazin des Jahres 2001 bei den LeadAwards der Akademie für Bildsprache. Der Rügener Journalist Maik Brandenburg und der Fotograf Francesco Zizola hielten 2002 eine Auszeichnung des Hansel-Mieth-Preises für die Reportage Perlenfischer. Brandenburg wurde auch 2003 mit dem Hansel-Mieth-Preis ausgezeichnet, ebenso wie Volker Handloik, der zwei dieser Auszeichnungen für Veröffentlichungen in Mare postum erhielt, nachdem er im November 2001 bei Recherchen für den Stern in Afghanistan erschossen worden war. Die Mare-Redakteurin Sandra Schulz erhielt 2005 in der Kategorie Portrait für Walross im Visier den Axel-Springer-Preis für junge Journalisten. Mit diesem Preis wurde 2006 der Mare-Redakteur Dimitri Ladischensky ausgezeichnet. Dem Mare-Bildband Nordmeer 2006 mit Fotos des Magnum-Fotografen Gueorgui Pinkhassov erkannte der Börsenverein des Deutschen Buchhandels das Prädikat Sieger Deutscher Fotobuchpreis 2006/2007 zu.
Die Jury des Wilhelm und Ingeborg Roloff-Preises der Deutschen Lungenstiftung erkannte im März 2015 dem Mare-Redakteur Dimitri Ladischensky den 1. Preis für dessen Reportage Emmi und Soschka über zwei an Mukoviszidose erkrankte Schwestern zu; der Text war in der Zeitschrift im Heft August/September 2014 zusammen mit Fotos von Joanna Nottebrock veröffentlicht worden.

## „Mare“-Preise
1998 vergab der Verlag den ersten Mare-Förderpreis für Meeresforschung. Chefredakteur Nikolaus Gelpke, der als Journalist Autodidakt ist, fördert seit 2004 journalistischen Nachwuchs, indem er den von der Akademie für Publizistik in Hamburg vergebenen Preis für die beste Reportage der Volontärskurse eines Jahres finanziell ausstattet.

## Verlag
Der Verlag der Zeitschrift, in eigener Schreibweise „marebuchverlag“, erhielt 2004 die Übersetzerbarke des Verbands deutschsprachiger Übersetzer literarischer und wissenschaftlicher Werke für besondere Verdienste um Übersetzungen ins Deutsche. Das kleine, jedes Jahr neu geschaffene Kunstwerk wurde an den Verleger Nikolaus Hansen überreicht. Die Programmleitung des Mare Verlags übernahm im Februar 2020 Judith Weber. 2019, 2020, 2022 und 2023 wurde der Mare Verlag mit dem Deutschen Verlagspreis ausgezeichnet.

## Register
In den ersten Jahren erschienen drei von Dietmar Bartz herausgegebene Register aller mare-Beiträge:
- Register Heft 1–13, Sonderbeilage zu Heft 13, 16 S., 1999
- Register Heft 1–25, Book on Demand, Hamburg 2001, 224 S.
- Register Heft 1-40, Book on Demand, Hamburg 2003, 369 S., mit Chronologie 1994–2003, einem Verzeichnis der Preise und Auszeichnungen sowie einer Bibliographie